# علی‌آباد، ذاغه
علی‌آباد یک منطقهٔ مسکونی در ایران است که در دهستان قایدرحمت واقع شده‌است. علی‌آباد ۱۲۲ نفر جمعیت دارد.